# Кривецька сільська рада (Богородчанський район)
| Кривецька сільська рада — орган місцевого самоврядування у Богородчанському районі Івано-Франківської області з адміністративним центром у с. Кривець. Історична дата утворення: в 1989 році. Сільській раді підпорядковані населені пункти: - с. Кривець |

## Склад ради
Рада складається з 16 депутатів та голови.

### Керівний склад ради
| ПІБ                        | Основні відомості                                                 | Дата обрання | Дата звільнення |
| -------------------------- | ----------------------------------------------------------------- | ------------ | --------------- |
| Гуменяк Марія Миколаївна   | Сільський голова, 1959 року народження, освіта                    | 26.03.2006   | 31.10.2010      |
| Атаманюк Богдан Михайлович | Сільський голова, 1956 року народження, освіта вища, безпартійний | 31.10.2010   |                 |

Примітка: таблиця складена за даними джерела